# We Love You All
Albums de Psykup
L Ombre Et La Proie
(2005) ...
(2002)
We Love You All est le troisième album studio du groupe Psykup datant de 2008.

## Titres
1. Color Me Blood Red [9:40]
2. Birdy [8:25]
3. My Toy, My Satan [10:16]
4. The Choice Of Modern Men [4:25]
5. Retroaction [11:20]
6. Here Come The Waves [10:34]